# Sabina de Brandemburgo-Ansbach
Sabina de Brandemburgo-Ansbach (Ansbach, 12 de maio de 1529 – Berlim, 2 de novembro de 1575)foi uma nobre alemã. Ela foi eleitora de Brandemburgo como a segunda esposa de João Jorge, Eleitor de Brandemburgo.

## Família
Sabina foi a segunda filha nascida de Jorge, Marquês de Brandemburgo-Ansbach e de sua segunda esposa, Edviges de Münsterberg-Oels.
Os seus avós paternos eram Frederico I, Marquês de Brandemburgo-Ansbach e Sofia da Polônia. Os seus avós maternos eram Carlos I, Duque de Münsterberg-Oels e Ana de Sagan.
Sabina teve uma irmã mais velha integral: Ana Maria, esposa de Cristóvão, Duque de Württemberg.
A primeira esposa do pai foi Beatriz de Frangepan, porém, eles não tiveram filhos. 
Já pelo terceiro e último casamento do pai com Emília da Saxônia, após a morte da mãe, ela teve quatro meio-irmãos: Sofia, esposa de Henrique IX, Duque de Legnica; Bárbara; Doroteia Catarina, esposa de Henrique V, Burgrave de Plauen, e Jorge Frederico, Marquês de Brandemburgo-Ansbach, primeiro casado com Isabel de Brandemburgo-Küstrin e depois com Sofia de Brunsvique-Luneburgo.

## Biografia
A mãe de Sabina, Edviges, morreu quando ela tinha a penas 2 anos de idade. Portanto, ela foi criada pela madrasta, Emília, na religião luterana.

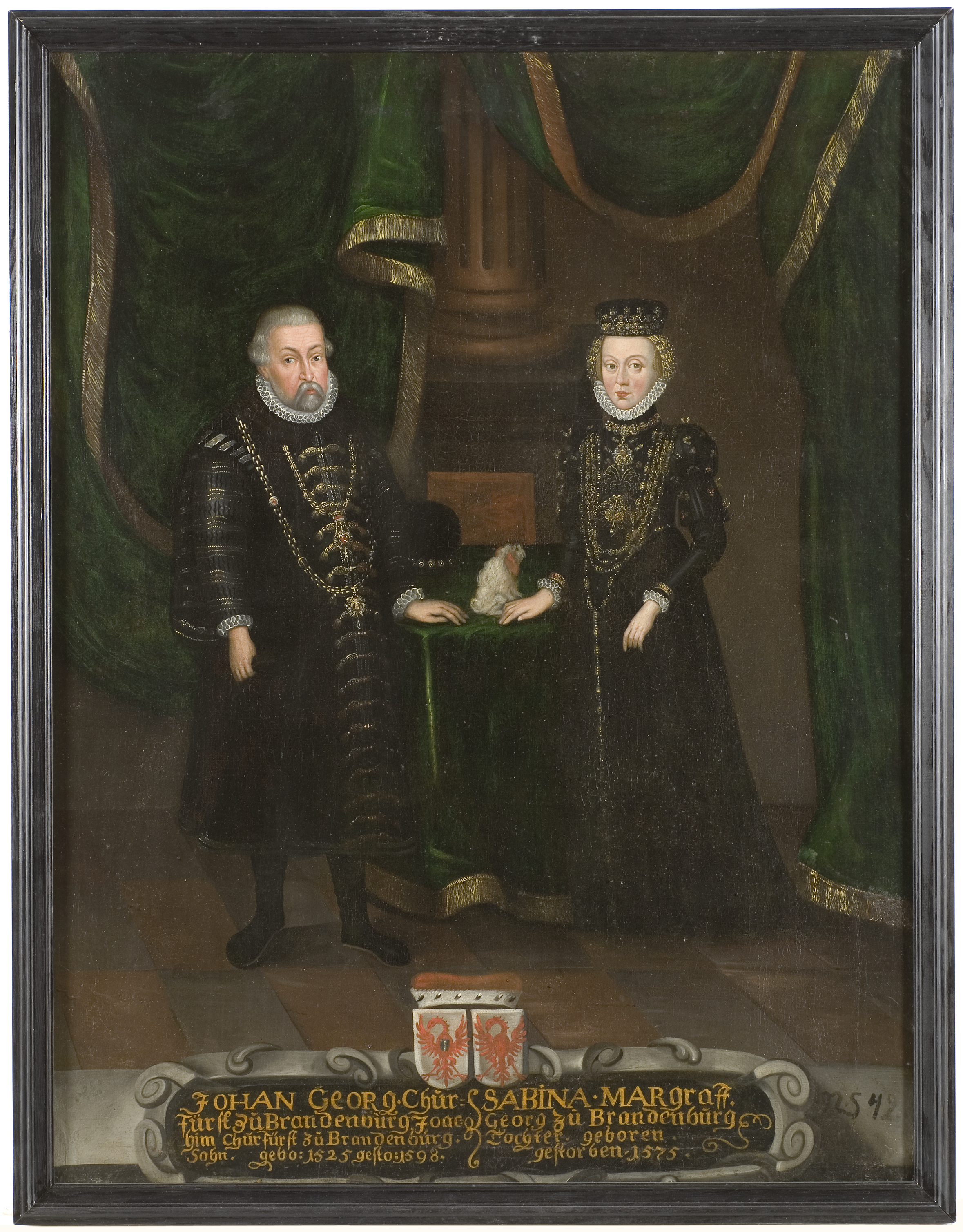
João Jorge e Sabina pintados por artista desconhecido em retrato da coleção do Museu Nacional de Belas-Artes da Suécia, cuja localização atual é o Castelo de Gripsholm.

No dia 12 de fevereiro de 1548, aos 19 anos, Sabina se casou com João Jorge, de 22, filho de Joaquim II Heitor, Eleitor de Brandemburgo e de sua primeira esposa, Madalena da Saxónia. A primeira esposa dele, Sofia de Legnica, era prima de Sabina, no entanto, ela havia morrido em 1546. No dia anterior à cerimônia, Sabina renunciou, solenemente, à sua possível herança paterna.
Como parte de sua herança de viúva, ela recebeu a cidade, o distrito e o castelo de Plauen. Porque Plauen, assim como todos os distritos de Brandemburgo, tinha dívidas, negociações longas sobre a indenização pelo dote da noiva de 12.000 guilders resultaram na também atribuição do distrito e mosteiro de Spandau à ela.
Embora eles passassem seu tempo em vários castelos em Brandemburgo, a residência oficial do casal era o Castelo de Zechlin, em Rheinsberg, onde Sabina cuidava dos filhos, além do enteado, Joaquim Frederico, futuro eleitor como Joaquim III Frederico. O estilo de vida frugal de Sabina fez Rheinsberg prosperar por um tempo.
Sabina e João Jorge tiveram onze filhos, mas apenas três meninas chegaram à idade adulta.
Ela se tornou eleitora de Brandemburgo com a sucessão do marido em 1571. Como eleitora, ela possuía influência em assuntos religiosos, além de ter atuado como mecenas de igrejas e escolas. Ela praticava caridade com os doentes e necessitados, e mantinha contato frequente com o médico e acadêmico, Leonhard Thurneysser, que vivia na corte de João Jorge.
Sabina faleceu em 2 de novembro de 1575, aos 46 anos de idade, e foi enterrada na Catedral de Berlim.

## Descendência
- Jorge Alberto (19 de fevereiro de 1555 - 8 de janeiro de 1557);
- João (n. 1557), gêmeo de Alberto, morreu jovem;
- Alberto (n. 1557), gêmeo de João, morreu jovem;
- Madalena Sabina (n. 1559), morreu jovem;
- Edmunda (26 de junho de 1561 – Stolp, 13 de novembro de 1623), foi esposa de João Frederico, Duque da Pomerânia, mas não teve filhos;
- Maria (n. 1562), morreu jovem;
- Edviges (n. 1563), morreu jovem;
- Madalena (n. 1564), morreu jovem;
- Margarida (n. 1565), morreu jovem;
- Ana Maria (3 de fevereiro de 1567 – 4 ou 14 de novembro de 1618), foi esposa de Barnim X, Duque da Pomerânia, mas não teve filhos;
- Sofia (6 de junho de 1568 – 7 de dezembro de 1622), foi esposa de Cristiano I, Eleitor da Saxônia, com quem teve sete filhos.

## Ascendência
|}